# Hollywood (Alabama)
Hollywood es un pueblo ubicado en el condado de Jackson en el estado estadounidense de Alabama. En el censo de 2000, su población era de 950.

## Demografía
En el 2000 la renta per cápita promedia del hogar era de $ 27.500$, y el ingreso promedio para una familia era de 34.306$. El ingreso per cápita para la localidad era de 16.498$. Los hombres tenían un ingreso per cápita de 26.667$ contra 21.563$ para las mujeres.

## Geografía
Hollywood está situado en 34°43′1″N 85°57′56″O / 34.71694, -85.96556 (34.716960, -85.965689).
Según la Oficina del Censo de los EE. UU., la ciudad tiene un área total de 3.44 millas cuadradas (8.92 km²).